# 文藝復興時期的柏拉圖主義
文藝復興時期的柏拉圖主義，新柏拉图主义在文艺复兴时期经历了复兴，这是復興古典時代的一部分。佛罗伦萨的美第奇家族对柏拉图主义的兴趣尤其强烈。 

## 历史
1438年至1445年，在佛罗伦萨的佛羅倫斯大公會議上 ，雖然未能成功處理東西教會大分裂，但科西莫·德·美第奇及其知识界与新柏拉图式哲学家格弥斯托士·卜列东都对柏拉图和亚历山大神秘主义者的论述着迷，並使佛罗伦萨成為一個博学渊博的社会，以至于他们将他命名为第二柏拉图。 
1459年，约翰·阿吉罗普洛斯 在佛罗伦萨讲授希腊语言和文学，马西里奥·菲奇诺成为了他的学生。当科西莫决定在佛羅倫薩重建柏拉图学院時，他选择菲奇諾来领导这是菲奇诺，並由他把柏拉图的經典從希臘語翻譯成拉丁語，並於1484年发佈，以及把赫耳墨斯文集及许多新柏拉图主义者的著作翻译成通用希腊語，例如波菲利 (哲學家)、楊布里科斯，普罗提诺等。後來菲奇諾遵循格弥斯托士·卜列东提出的建议，试图综合基督教和柏拉图主义 。 
菲奇諾的学生喬瓦尼·皮科·德拉·米蘭多拉的想法也主要基于柏拉图，但皮科仍然对亚里斯多德深有敬意。虽然他是人文學科所培育出來，然而他是折衷主義者，1485年，他写给埃尔莫劳·巴尔巴罗有关亚里士多德 的一封著名长信中，他表示反对纯粹的夸张反应人文主义，並捍卫了中世纪的論逆和伊斯兰的评论（见阿威罗伊、阿维森纳）。皮科始终致力于调和柏拉图和亚里斯多德的流派，因为他认为柏拉圖和亚里斯多德只是使用不同的词语来表达相同的概念。 
也许因為他常常對康科迪亞家族進行沉思，因此他的朋友称他为“ Prince of Harmony」， 皮科认为，受过教育的人也应该研究希伯来语、塔木德以及赫耳墨斯文集，因為它们同樣代表了旧约中关于上帝的觀點。 
另外，赫耳墨斯·特里斯墨吉斯忒斯的著作在文艺复兴时期的新柏拉图主義中也发挥了重要作用。 

## 參看
- 柏拉圖主義
- 伊斯蘭哲學式柏拉圖主義